# Conosia minuscula
Conosia minuscula är en tvåvingeart som beskrevs av Alexander 1958. Conosia minuscula ingår i släktet Conosia och familjen småharkrankar. Inga underarter finns listade i Catalogue of Life.